# The Afterman: Ascension
The Afterman: Ascension es el sexto álbum de estudio de la banda estadounidense de rock progresivo Coheed and Cambria. Es la primera parte de un álbum doble, cuya segunda parte es The Afterman: Descension (2013). La banda tardó siete meses en grabar los álbumes entre 2011 y 2012, lanzó una versión acústica en vivo de "Key Entity Extraction V: Sentry the Defiant" (que aparece en The Afterman: Descension) en febrero de 2012 y anunció una fecha de lanzamiento para el 9 de octubre más tarde ese año. El primer sencillo fue "Key Entity Extraction I: Domino the Destitute", lanzado en agosto de 2012. Es el primer álbum de Coheed and Cambria desde Good Apollo, I'm Burning Star IV, Volume One: From Fear Through the Eyes of Madness de 2005 que presenta a Josh Eppard en la batería y el primero en presentar a Zach Cooper en el bajo. El álbum recibió críticas principalmente positivas.
La versión de lujo del álbum se lanzó con un libro de mesa de café escrito por el miembro de la banda Claudio Sánchez y editado por Chondra Echert y Blaze James de Evil Ink Comics, con la intención de brindar una experiencia canción por canción del álbum conceptual. El álbum es una precuela de la historia de Amory Wars y se concentra en el personaje Sirius Amory.

## Lista de canciones
| N.º | Título                                             | Duración |  |
| 1.  | «The Hollow»                                       | 2:11     |  |
| 2.  | «Key Entity Extraction I: Domino the Destitute»    | 7:51     |  |
| 3.  | «The Afterman»                                     | 3:11     |  |
| 4.  | «Mothers of Men»                                   | 4:11     |  |
| 5.  | «Goodnight, Fair Lady»                             | 3:23     |  |
| 6.  | «Key Entity Extraction II: Holly Wood the Cracked» | 3:26     |  |
| 7.  | «Key Entity Extraction III: Vic the Butcher»       | 5:47     |  |
| 8.  | «Key Entity Extraction IV: Evagria the Faithful»   | 6:22     |  |
| 9.  | «Subtraction»                                      | 3:07     |  |

| iTunes Edition Tracks |                                |          |  |
| N.º                   | Título                         | Duración |  |
| 10.                   | «The Homecoming» (bonus track) | 3:57     |  |
| 11.                   | «Goodnight, Fair Lady» (demo)  | 3:07     |  |
| 12.                   | «The Afterman» (demo)          | 3:11     |  |

## Créditos
- Claudio Sanchez – vocalista, guitarra
- Travis Stever – guitarra, coros
- Zach Cooper – bajo, coros
- Josh Eppard – batería